# Joaquim Marsillach i Lleonart
Joaquim Marsillach i Lleonart (Barcelona, 3 de març de 1859 - Caldes d'Estrac, el Maresme, 11 d'agost 1883) fou un crític musical i profund estudiós de l'obra de Wagner.

## Biografia
Fill del metge Joan Marsillach i Parera (1821-1896) i net de cirurgià, estudià medicina a Barcelona amb Josep de Letamendi (1828-1897), que també influí en la seva formació musical. Va haver d'abandonar les aules el 1877 a causa d'una malaltia pulmonar, la tisi o tuberculosi.
A causa d'aquesta malaltia, anà a Suïssa a fer una cura. Allí es familiaritzà amb la música de Richard Wagner (1813-1883). El contrast que li provocà aquesta música amb el que d'ella havia sentit a dir el portà a estudiar les seves obres i a l'anàlisi de la seva obra i vida, llavors no gaire abundants.
Anà a Alemanya a conèixer-lo personalment i allí assistí al primer festival de Bayreuth (agost de 1876). Esdevingué amic de Wagner i membre del Patronatverein del festival. Des d'aleshores es dedicà a propagar la música wagneriana a Catalunya. Segons un dels seus familiars i biògrafs, Cèsar Martinell, Marsillach era conscient que la seva vida seria curta.
L'any 1882, el seu pare Joan Marsillach va fer construir en un terreny delimitat pels carrers Copèrnic, Muntaner i Tavern una casa torre per traslladar-s'hi a viure amb el seu fill malalt Joaquim. Aquesta casa torre es trobava vora el Parc de Monterols i és coneguda popularment com a Casa àrab pel seu estil oriental.
Va morir amb tan sols vint-i-quatre anys, sense haver acabat la carrera de medicina. Els darrers dies de la seva vida els passà a la Torre Marsillach.

## Obra com a crític literari
El 1878 publicà Ricardo Wagner. Ensayo biográfico-crítico (amb un pròleg de Letamendi que tant va agradar a Richard Wagner que el va publicar en la seva revista Bayreuther Blätter el setembre de 1878) i entrà en contacte amb el seu biografiat el gener de 1878 per demanar un autògraf i un retrat, a elecció de Wagner, per incloure'l en el llibre.
És la primera obra sobre Wagner als Països Catalans; el 1881 hom en publicà, a Milà, una traducció a l'italià. El 1882 assistí a l'estrena de Parsifal. Fundà el 1870 la Sociedad Wagner, amb Felip Pedrell, Andreu Vidal Llimona, Claudi Martínez Imbert i Josep de Letamendi. El 1881 fou nomenat crític musical del diari La Renaixença i Arte y Letras, i publicà una sèrie d'articles dels quals destaquen La Historia del Lohengrin (1882), Un entreacto del Lohengrin i Peregrinación a la Meca del Porvenir. Viatjà per Itàlia, Egipte i Turquia.